# Éjféli nap

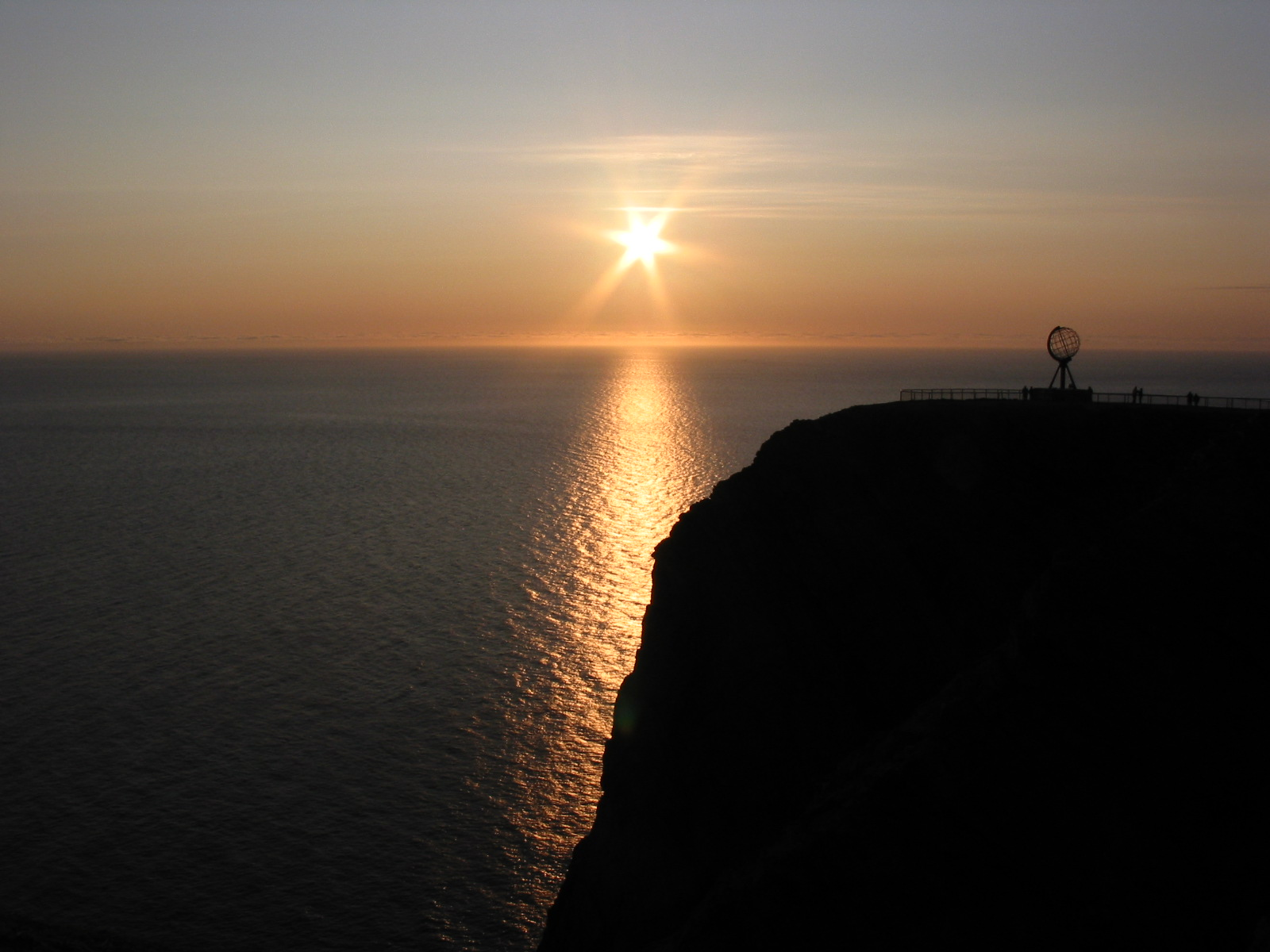
Éjféli nap az Északi-foknál, Norvégiában

Az éjféli nap a Föld sarkai körül észlelhető jelenség. Az év bizonyos részében a sarkköröknél (66,56°) magasabb földrajzi szélességeken a Nap még éjfélkor is, azaz 24 órán át a horizont felett marad. Az említett szélességi fokon a jelenség minden évben egy-egy nap fordul elő. A Föld két sarkpontján gyakorlatilag fél éven keresztül tart a nappal, és fél évig az éjszaka (sarki éjszaka). Az északi sarkon március 21-e táján kel fel és szeptember 23-a környékén nyugszik le a Nap. A délin fordítva. Tehát a sarkokon a Nap évente csak egyszer kel fel, és csak egyszer nyugszik le.
Az északi féltekén a jelenség  Alaszkában, Észak-Kanadában, Grönlandon, Izlandon, Észak-Norvégiában, Svédországban és Finnországban, valamint Oroszország északi részén figyelhető meg. Minél északabbra haladunk, a jelenség annál tovább tart. Például Finnország legészakabbra fekvő pontján a nyár folyamán a Nap 73 napig nem bukik a horizont alá, a legnagyobb sarkkörön túli városban, Murmanszkban (Oroszország) egy-két napos eltéréssel ez az időszak május 22. és július 22. közé esik.
A légköri refrakció miatt a sarkköröknél kicsivel alacsonyabb szélességeken se bukik a Nap a horizont alá egy napig, ezért figyelhető meg a jelenség az északi sarkkörtől délre fekvő Izlandon is.

## Fehér éjszaka
A fehér éjszaka a 60. szélességi fok felett az északi és déli féltekén egyaránt megfigyelhető, gyakorlatilag éjszakai alkonynak is nevezhető. Az északi vidékeken a nyári napforduló körüli hetekben a Nap sehol sem süllyed 6°-nál mélyebben a látóhatár alá, ezért a nappali világosság nem oszlik el egészen. A déli féltekén, az Antarktisz táján december 22-e körül fehérlenek az éjszakák.
A fehér éjszaka az Oroszországban fekvő Szentpétervár egyik turisztikai vonzerejévé vált, a fogalom szinte összeforrt a város nevével.